# Don Música
El desesperado compositor Don Música era uno de los personajes del programa infantil televisivo Sesame Street (conocido en español como Barrio Sésamo o Plaza Sésamo).

## El personaje
Los sketchs se basaban en la frustración de Don Música por su incapacidad para terminar una canción (por lo que reaccionaba golpeándose la cabeza contra el piano). Las composiciones solían ser canciones infantiles estadounidenses como "Twinkle Twinkle Little Star", "Mary Had a Little Lamb" o "Yankee Doodle", a las que Don Música cambiaba la letra.
Era entonces cuando la Kermit the Frog (la Rana René, o la Rana Gustavo, que había presentado al compositor al público) le ayudaba a finalizar la canción, con lo que Don Música se inspiraba y realizaba un inmediato y completo arreglo. El sketch solía finalizar con Don Música tocando la canción con un grupo de coristas que aparecían de repente.
En una de las paredes de la habitación donde transcurría la acción había colgada una foto del compositor y letrista Joe Raposo (que compuso canciones para Barrio Sésamo), mientras que sobre el piano había un busto de Beethoven o Shakespeare (según la época de emisión del episodio).
Las adaptaciones realizadas para la versión española son muy conocidas y recordadas, como la de "Rema, Rema":
Rema, rema,

con tu barca,

al amanecer,

alegre, alegre, alegre, alegre,

la vida es un placer.

que en la versión original versionaba la canción "Row, Row, Row Your Boat", cambiando la letra:
Drive, drive, drive your car,

Gently down the stream.

Merrily, merrily, merrily, merrily,

Life is but a treat.

y "Ronnie fue a la ciudad", versión de "Yankee Doodle":
Ronnie fue a la ciudad

montado en un pony,

y lleva una pluma en el gorro

y la llama macarroni

- Datos: Q2332845